# Servio Cornelio Escipión Salvidieno Orfito (cónsul 51)
Servio Cornelio Escipión Salvidieno Orfito (en latín, Servius Cornelius Scipio Salvidienus Orfitus) fue un senador del Imperio Romano, que vivió a mediados del siglo I.

## Carrera política
En el año 51 fue nombrado consul ordinarius como colega del emperador Claudio. En 62/63, por voluntad del emperador Nerón, fue nombrado procónsul de la provincia África.
Concluido el mando sobre África, cayó en desgracia en 66 y fue acusado de traición al emperador en el Senado por Marco Aquilio Régulo, declarado culpable y ejecutado.

## Descendencia
Su nieto Servio Cornelio Escipión Salvidieno Orfito fue cónsul ordinario en 110, bajo Trajano.